# Zandbak

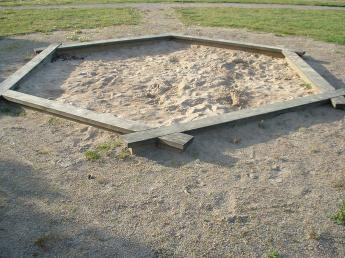
Zandbak

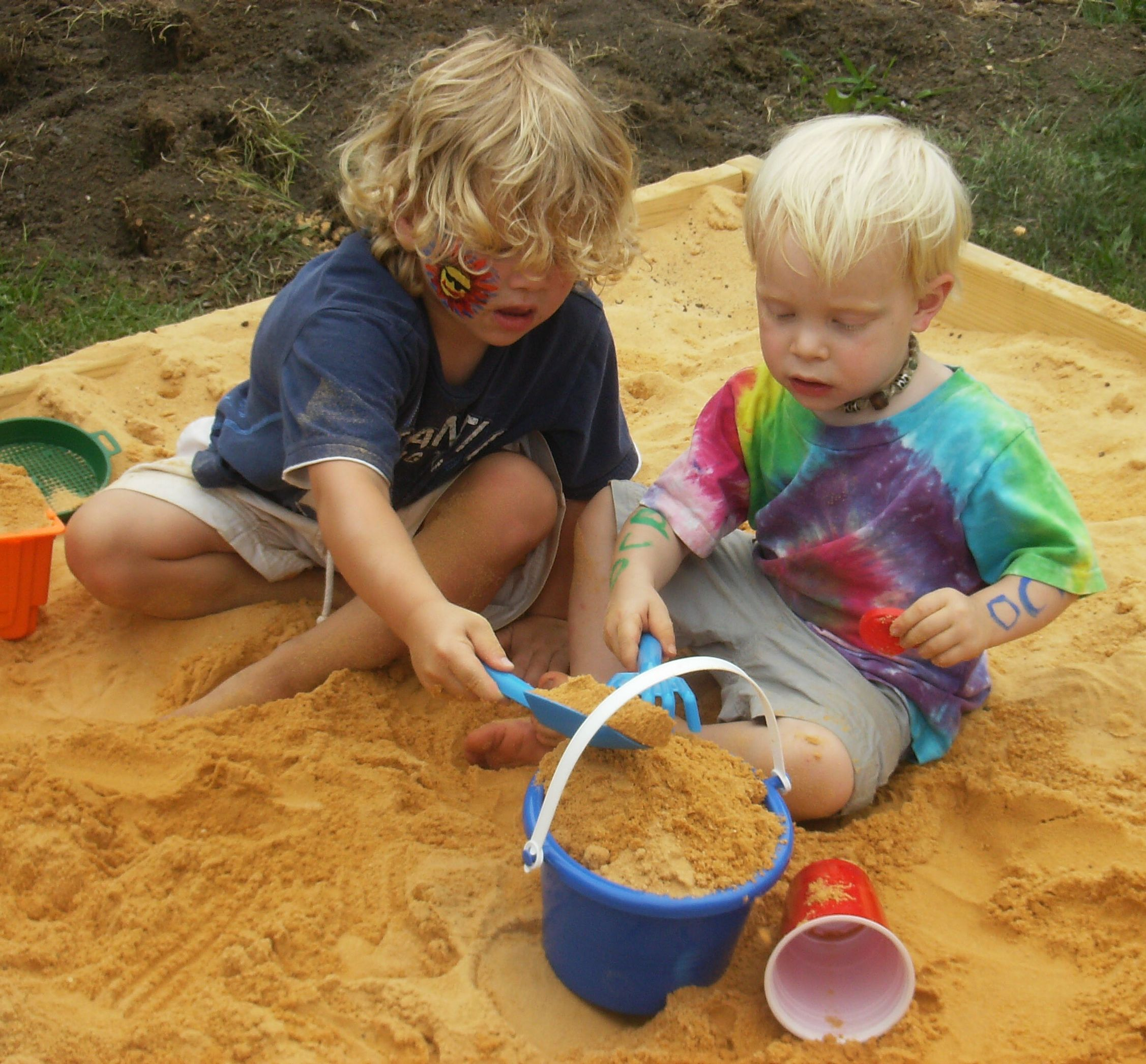
Zandbak met spelende kinderen

Een zandbak is een speelplaats voor kinderen bestaande uit een hoeveelheid zand met een lage rand of omheining. Met dit zand kan het kind spelen, zandtaartjes maken, wegen voor speelgoedauto's aanleggen en dergelijke. Een zandbak is ook een plek waarin men kan vallen zonder zich te bezeren.
Het zand moet aan bepaalde kwaliteiten voldoen. Het moet vooral schoon zijn, niet te los, maar ook weer niet te vast. Er is dan ook speciaal speelzand te koop. Om een kleine zandbak (bijvoorbeeld in een tuin) schoon te houden, is het verstandig er een deksel op te plaatsen, zodat katten de zandbak niet als kattenbak gebruiken. Spelende kinderen kunnen allerlei aandoeningen krijgen van de uitwerpselen.

## Digitale zandbak
Het woord zandbak wordt ook in overdrachtelijke zin gebruikt voor een plek waar veilig experimenten kunnen worden uitgevoerd. App- en websitedesigners gebruiken een digitale zandbak om hun programma's en updates te testen. Zo is er op Wikipedia ook een Wikipedia:Zandbak pagina.